# Loc. cit.
Loc. cit. (łac. loco citato = „w miejscu cytowanym”) – skrót używany w przypisach lub przypisach końcowych dla odwołania się do już cytowanej strony danej pozycji. Loc. cit. można stosować w miejsce ibid – jeżeli odwołanie dotyczy cytowanej strony w pozycji bezpośrednio poprzedzającej, lub w miejsce op. cit. – jeżeli dotyczy strony cytowanego dzieła. Wynika stąd, że po loc. cit. nigdy nie pojawi się numer strony, ani tomu.
Obecnie loc. cit. wychodzi z użycia.

## Przykłady
1. C. Ciamciara, Łacina dla początkujących, Wydawnictwo Kapusta i S-ka, Kozia Wólka 1997, s. 23.
2. C. Kowalski, Łacina klasyczna i średniowieczna, Oficyna Wilk i S-ka, Pazury 1988, s. 142.
3. C. Ciamciara, loc.cit.

Użyte tu loc. cit. wskazuje na stronę 23 cytowanej książki C. Ciamciary i pełni rolę op. cit..
1. C. Ciamciara, Łacina dla początkujących, Wydawnictwo Kapusta i S-ka, Kozia Wólka 1997, s. 23.
2. Loc.cit.

Tym razem loc. cit. pełni rolę ibidem wskazują na stronę 23 cytowanej bezpośrednio przedtem książki C. Ciamciary.